# Simone Spur
Simone Spur Petersen (født 10. marts 1994 i Nykøbing Falster) er en dansk håndboldspiller, som spiller for HSG Bensheim/Auerbach. Hun har tidligere optrådt for Nykøbing Falster Håndboldklub, FC Midtjylland, FIF, Ajax København og København Håndbold. 